# Feuerschiff Weser (Schiff, 1874)
Die Feuerschiff Weser, 1900 umbenannt in Bremen, wurde vom Senat der Freien Hansestadt Bremen wegen des steigenden Schiffsverkehrs in der Außenweser in Auftrag gegeben und von der Werft A.G. „Weser“ als Eiserner Dreimastschoner mit Pfahlmasten gebaut.
Am 10. Oktober 1874 wurde das Feuerschiff auf Station Weser (Position: 53° 54′ 0″ N, 7° 49′ 0″ O) ausgelegt. Im Juni 1889 wurde die Weser wieder eingezogen, da der Neubau Weser I ihre Station übernahm. Nach der Umbenennung in Bremen im Jahr 1900 erfolgte die Auslegung auf die Station Bremen westlich der Tegeler Plate (Position: 53° 47′ 0″ N, 8° 9′ 0″ O). Während des Ersten Weltkriegs diente das Schiff als Hilfsfahrzeug bei der Kaiserlichen Marine. 1925 übernahm das Feuerschiff Jasmund unter Umbenennung in Bremen II die Position der Bremen. Das Schiff sank bei einem Einsatz als Sperrfahrzeug vor der Eckernförder Bucht im Mai 1945.